# Wapen van Vlamertinge

Het wapen van Vlamertinge werd verleend op 29 juli 1963. Het wapen komt van François de Cerf en zijn vrouw Christina van Immeloot die Vlamertinge in de 17de eeuw beheerden.

## Heraldiek
De beschrijving van het wapen luidt:
Gedeeld: I, van goud met een aanziende hertenkop van keel, wat de Cerf is; II, gevierendeeld: 1 en 4, ruitsgewijs geschakeerd van goud en van azuur van zes trekken, wat Immeloot is; 2 en 3, van keel met een sirene van vleeskleur, de staart van zilver, houdend in haar rechterhand een ronde spiegel van goud, met het vrij kwartier van goud beladen met een kriekelaar van keel, wat Lauwerins is. Het schild overtopt en gehouden door een uitkomende griffioen van goud.
Het schild is verticaal in twee gedeeld. De linkerhelft is in vier stukken gedeeld. Het stuk linksboven en het stuk rechtsonder bestaan elk uit een sirene in een rood veld met een rode kriekelaar in een klein gouden veld in de linkerbovenhoek. Het stuk rechtsboven en het stuk linksonder bestaan elk uit een dambord motief van gouden en azuurblauwe kleuren. In de rechterhelft van het wapen is een rode hertenkop in een gouden veld zichtbaar. Het schild wordt vastgehouden door een goudkleurige griffioen. In de heraldiek is rechts de rechterzijde vanuit het standpunt van degene die het schild draagt. Men spreekt voor de duidelijkheid wel van heraldisch rechts (of dexter) en heraldisch links (of sinister). Voor de beschouwer is het heraldische rechts dus links.
Alveringem · Anzegem · Ardooie · Avelgem · Beernem · Blankenberge · Bredene · Brugge · Damme · De Haan · De Panne · Deerlijk · Dentergem · Diksmuide · Gistel · Harelbeke · Heuvelland · Hooglede · Houthulst · Ichtegem · Ieper · Ingelmunster · Izegem · Jabbeke · Knokke-Heist · Koekelare · Koksijde · Kortemark · Kortrijk · Kuurne · Langemark-Poelkapelle · Ledegem · Lendelede · Lichtervelde · Lo-Reninge · Menen · Mesen · Middelkerke · Moorslede · Nieuwpoort · Oostende · Oostkamp · Oostrozebeke · Oudenburg · Pittem · Poperinge · Roeselare · Spiere-Helkijn · Staden · Tielt · Torhout · Veurne · Vleteren · Waregem · Wervik · Wevelgem · Wielsbeke · Wingene · Zedelgem · Zonnebeke · Zuienkerke · Zwevegem

Voormalige gemeentewapens: 
Aalbeke · Bavikhove · Moorsele · Vlamertinge